# Chiquitos
Chiquitos é uma região na parte oriental da Bolívia, no Departamento de Santa Cruz de la Sierra, limítrofe com o Brasil. É um conjunto de seis cidades fundadas pelos missionários jesuítas entre 1696 e 1760 e preservadas mesmo quando o rei da Espanha decidiu expulsá-los.
Nos últimos anos, a região da Chiquitania (as províncias de Ñuflo de Chavez, Velasco e Chiquitos) foi "descoberta" pelos bolivianos junto com partituras de música barroca transcritas pelos indígenas. Já é conhecido o festival anual de música barroca que se realiza nas igrejas.

## Missões jesuíticas de Chiquitos
Seis igrejas da região (San Francisco Javier, Concepción, Santa Ana, San Miguel, San Rafael e San José) foram selecionadas em 1990 como Patrimônio Mundial da Humanidade pela Unesco. A cidade de San José de Chiquitos encontra-se à beira da estrada de ferro que une a cidade brasileira de Corumbá e a boliviana Santa Cruz.